# 岡山県道278号宍粟真備線
岡山県道278号宍粟真備線（おかやまけんどう278ごう しさわまびせん）は、岡山県総社市から倉敷市に至る一般県道である。

## 概要
総社市宍粟から倉敷市真備町箭田（やた）に至る。
主に高梁川右岸堤防道路と旧作州往来を踏襲する道路の二つで構成された路線である。

### 路線データ
- 起点：岡山県総社市宍粟（豪渓秦橋交差点、国道180号交点）
- 終点：岡山県倉敷市真備町箭田（二万口南交差点、国道486号交点、岡山県道281号大曲船穂線起点）
- 実延長：11.0 km[注釈 1][1]

## 歴史
箭田郵便局による1896年（明治29年）の道路調査では、「一等里道 壱間弐分 箭田ヨリ津山 車ノ通 通ズ」として作州往来の一部であった。

### 年表
- 2005年（平成17年）8月1日 - 吉備郡真備町が浅口郡船穂町と共に倉敷市に編入合併。
- 2018年（平成30年）7月6日 - 平成30年7月豪雨が発生、沿線地域で甚大な被害。

## 路線状況
旧作州往来を踏襲する区間は幅員が狭い。

### 重複区間
- 岡山県道280号市場川辺線（倉敷市真備町岡田）

### 道路施設

#### 橋梁
- 豪渓秦橋（総社市宍粟 - 秦）

延長349 m、幅員11.5 m、高梁川に架橋。
- 伊予部橋（新本川、総社市）
- 瞽女（こぜ）橋（末政川、倉敷市）

#### トンネル
- 秦トンネル：延長151 m、2004年（平成16年）竣工、総社市秦

## 地理

### 通過する自治体
- 岡山県
  - 総社市 - 倉敷市

### 交差する道路
| 交差する道路                         | 市町村名 | 交差する場所       | 交差する場所          |
| ------------------------------------ | -------- | ------------------ | --------------------- |
| 国道180号                            | 総社市   | 宍粟               | 豪渓秦橋交差点 / 起点 |
| 岡山県道80号上高末総社線             | 総社市   | 富原               | 総社大橋西交差点      |
| 岡山県道279号下原船穂線              | 総社市   | 下原               |                       |
| 岡山県道280号市場川辺線 重複区間起点 | 倉敷市   | 真備町岡田         |                       |
| 岡山県道280号市場河辺線 重複区間終点 | 倉敷市   | 真備町岡田         |                       |
| 国道486号 岡山県道281号大曲船穂線    | 倉敷市   | 真備町箭田（やた） | 二万口南交差点 / 終点 |

### 交差する河川
- 高梁川（総社市宍粟 - 富原）
- 新本川（総社市下原）
- 末政川（倉敷市）

### 沿線
- JR西日本伯備線 豪渓駅（総社市宍粟）
- 総社市立秦小学校（総社市秦）
- 石畳神社（総社市秦）

大自然石を御神体とする神社。
- サントピア岡山総社（総社市秦）
- 総社市立神在小学校（総社市富原）
- そうじゃ水辺の楽校 （総社市富原、下原）
- 伊與部神社（伊與部山）（総社市下原）
- 倉敷市立真備東中学校 （倉敷市真備町辻田）
- 倉敷市立岡田小学校（倉敷市真備町岡田）
- 横溝正史疎開宅（倉敷市真備町岡田）
- マービーふれあいセンター（倉敷市真備町箭田）